# 47 ronina (2013.)
47 ronina je fantastični pustolovni akcijski film o izmišljenom susretu 47 ronina, stvarne grupe samuraja iz Japana 18. stoljeća, koji osvećuju smrt svojeg gospodara (u Japanu su poznati pod imenom "chūshingura"). Američki studio Universal Studios je producirao adaptaciju. Film je režirao Carl Erik Rinsch, a u njemu glume Keanu Reeves i niz japanskih glumaca. Snimanje je započelo u Budimpešti u ožujku 2011.; preseljeno je u Shepperton Studios u London i završava u Japanu.

## Radnja
Kai (Keanu Reeves) je izopćenik koji živi u selu Ako u feudalnom Japanu, kojim vlada dobronamjerni gospodar Asano Naganori. On je pronašao mladog Kaija izgubljenog u šumi i prihvatio ga na svoje imanje. Iako su ga odbacili samuraji koje vodi Oishi zbog njegovog podrijetla, Kai postane vješt ratnik i zaljubi se u Asanovu kćer Miku.
Prije dolaska šoguna Tokugawe Tsunayoshija, selo posjećuje njegov meštar ceremonija, gospodar Kira, kojem se svidi Mika. On organizira borbu između njegovog najboljeg vojnika, lovecraftovskog samuraja i jednog od Oishijevih ljudi, Yasuna, kojeg će kasnije začarati Kirina savjetnica, vještica Mizuki. Kai zauzme svoje mjesto i bori se protiv čudovišnog samuraja, ali on ga porazi i ponizi. Kasnije te večeri, Mizuki čarolijom uvjeri Asana da povjeruje da Kira siluje Miku, zbog čega Asano napadne nenaoružanog Kiru, što se kažnjava smrću. Šogun dopusti Asanu da počini seppuku, te obilježi Oishija i njegove ljude kao ronine. Kira zahtijeva da se oženi Mikom, njoj šogun dopusti jednu godinu korote za ocem, a roninima zabrani da se osvete. Radi sigurnosti Kira zatoči Oishija u bunaru u namjeri da mu slomi duh.
Gotovo godinu dana kasnije Oishija oslobodi čovjek gospodara Kire. Vrati se obitelji i zahtijeva od sina Chikare da udruži ronine, uključujući Kaija, kojeg su bili prodali kao roba, da osvete Asana i spase Miku. Nakon što lokalni kovač odbije pomoći roninima zbog odanosti Kiri, Kai ih odvede u šumu Tengu, čarobno mjesto na koje je jednom pobjegao kao dijete. Kai uputi Oishija da ne izvlači svoj mač dok je u šumskom hramu, te ode sam u drugu sobu. Dok se Kai bori s gospodarom Tengua, Oishi promatra svoje ljude kako se bore protiv Tengua i pogibaju. Oishi slijedi Kaijev savjet da ne izvlači mač, te iluzija nestane; zasluživši poštovanje gospodara Tengua, roninima su dani mačevi. Naoružani, ronini planiraju napasti Kiru na njegovom hodočašću na molitvu za vjenčanje. Umjesto toga grupu iz zasjede napadnu Kirine snage koje vodi Mizuki i čudovišni samuraj. Nekoliko ronina pogine, a Mizuki, koja vjeruje da ih je sve pobila, uzima Oishijev mač i preda ga gospodaru Kiri kao trofej. Mizuki se kasnije podsmjehuje Miki i pokušava je natjerati da počini samoubojstvo.
Kai i Oishi ujedine ostale preživjele da dovrše zadatak. Uz pomoć putujućih zabavljača Kai i Oishi se neopaženo uvuku na vjenčanje Kire i Mike, dajući Miki priliku da pobjegne. U međuvremenu, ronini se uspnu preko zidova i bore s Kirinim ljudima i čudovišnim samurajem, kojeg usmrti bomba. Kai i Mika pokušaju pobjeći zajedno, ali ih napadne Mizuki koja se pretvori u gigantsku zmiju, no koju Kai ubije. U međuvremenu se Oishi i Kira bore, te Oishi konačno obezglavi Kiru, osvećujući svojeg gospodara.
47 ronina je osuđeno na smrt zbog toga što su se osvetili unatoč šogunovim zapovijedima. No, šogun im dopusti da počine seppuku da sačuvaju čast. Impresioniran njihovom hrabrošću, šogun dopusti Chikari da živi s ciljem da se očuva Oishin rod. Nakon smrti ronina, Mika pronalazi Kaijevo pismo, u kojem joj obećava da će je pronaći jednom kad prijeđe "na drugi svijet". Svitak s krvlju 47 ronina se sačuvao kao simbol njihove nepokolebljive časti, snage i posvećenosti pravdi.

## Uloge
- Keanu Reeves - Kai;[3] Reevesov lik je napola Japanac i napola Britanac i napravljen je specijalno za film.[4]
- Cary-Hiroyuki Tagawa - Šogun
- Hiroyuki Sanada - Kuranosuke Oishi, vođa samuraja.[3]
- Kou Shibasaki - Mika, kćer ubijenog gospodara i Kaijeva ljubav.[3]
- Tadanobu Asano - gospodar Kira, ubojica gospodara samuraja.[3]
- Rinko Kikuchi - Mizuki, Kirina služavka.[3]
- Jin Akanishi - Chikara Oishi, Kuranosukein sin.[5]
- Rick Genest - Savage

## Produkcija
Film je režirao Carl Erik Rinsch prema scenariju Chrisa Morgana i Hosseina Aminija. Iako se film zasniva na istinitoj priči o roninima, to je fantastični pristup priči smještenoj u "svijet vještica i divova". Studio Universal Pictures je prvi put najavio projekt u prosincu 2008. s Keanuom Reevesom u glavnoj ulozi. Variety piše: "Film će ispričati stiliziranu verziju priče, miješajući fantastične elemente viđene u Gospodaru prstenova sa scenama odvažnih bitaka sličnima filmovima kao što je Gladijator". Universal je planirao producirati film 2009. nakon pronalaska redatelja. U studenom 2009. Universal je počeo pregovore s Rinschom. Za Rinscha, koji je snimao "vizualne i stilizirane" reklame za robne marke, film je njegov filmski debi.
U prosincu 2010. studio je najavio da će film biti produciran i prikazan u 3D tehnologiji. Između ožujka i travnja 2011. izabrano je pet japanskih glumaca: Hiroyuki Sanada, Tadanobu Asano, Rinko Kikuchi, Kou Shibasaki i Jin Akanishi. Prema Varietyju, Universal ih je izabrao da priča bude više autentična, umjesto da izabere glumce poznate u SAD-u. Universal je odobrio Rinschu proračun od 170 milijuna dolara, iako redatelj nije imao iskustva u snimanju dugometražnih filmova, što je časopis The Hollywood Reporter ocijenio kao "velik, očito riskantan" potez. Snimanje je započelo 14. ožujka 2011. u Budimpešti. Produkcija se preselila u Shepperton Studios u Ujedinjeno Kraljevstvo, a planiralo se dodatno snimanje u Japanu. Reeves je rekao da se scene snimaju prvo na japanskom jeziku da se glumci upoznaju, a zatim na engleskom jeziku. Kostime je dizajnirala Penny Rose, koja je izjavila: "Odlučili smo ih bazirati na kulturi i na tome u kakvom bi obliku trebali biti - tj. svi su u kimonima - ali smo ubacili i modnu crtu. I šareni su, što je doista neuobičajeno za mene."
Dodatna snimanja su napravljenu u Londonu tijekom kolovoza 2012., a kasnila su zbog Olimpijskih igara i snimanja Reevesovog redateljskog debija, filma Man of Tai Chi. Studio je dodao i ljubavne scene, krupne planove i individualne rečenice da se naglasi Reevesova prisutnost.

## Premijera
Premijera filma je pomaknuta s 21. studenog 2012. na 8. veljače 2013., pri čemu se navela potreba za radom na 3D efektima. Kasnije je opet pomaknuta na Božić 2013. zbog dodatnih snimanja i postprodukcije

## Uspjeh na kinoblagajnama
Film je premijerno prikazan u Japanu gdje je u prvim tjednima prosinca 2013. zaradio otprilike 1,3 milijuna američkih dolara, te se našao na trećem mjestu iza filma Lupin the 3rd vs. Detective Conan: The Movie i Kaguya-hime no Monogatari. Časopis Variety je nazvao loš debi "problematičnim", uzimajući u obzir popularne japanske glumce i činjenicu da se film djelomično zasniva na poznatoj japanskoj priči. Tabloid Nikkan Gendai je izjavio da je njegova tužna izvedba na 753 ekrana po svemu sudeći rezultat averzije prema hollywoodskom tumačenju Chushingure.
U SAD-u je film zaradio 20,6 milijuna dolara u prvim danima prikazivanja, te se našao na devetom mjestu. Također je zaradio 2,3 milijuna dolara za peto mjesto u Ujedinjenom Kraljevstvu.
Film je bio veliki financijski neuspjeh, ostavivši studijima gubitak od 175 milijuna američkih dolara.
47 Ronina je općenito dobio oštre kritike. Na Rotten Tomatoesu film ima ocjenu od 12%, s bodovima 4.1/10, na temelju 66 osvrta; zaključak je da je "47 ronina iznenađujuće dosadna fantastična avantura, ona koja ostavlja svoju talentiranu internacionalnu ekipu izgubljenu unutar jednodimenzionalnih uloga." Film je dobio ocjenu 29 (od 100) na Metacriticu, na temelju 21 kritike. Kirsten Acuna iz Business Insidera vjeruje da je film propao iz tri razloga. Prvo, prikazan je u prosincu kad vlada prezasićenost filmova za Božić. Drugo, film je bio "predugo u sefu" prolazeći kroz montažu te su ljudi zaboravili na njega. Treće, Keanu Reeves nije privukao publiku od prvog dijela trilogije The Matrix prije više od deset godina.

## Franšiza
Dark Horse Comics je izdao prvi broj iz serije stripova u studenom 2012. Adaptaciju je napisao Mike Richardson, a nacrtao Stan Sakai, u suradnji s piscem mangi Kazuom Koikeom.

## Ostale ekranizacije priče
- Genroku Chūshingura (1941.)
- Chūshingura (1958.)
- Chūshingura: Hana no Maki, Yuki no Maki (1962.)
- Shijûshichinin no shikaku (1994.)
- Saigo no Chūshingura (2010.)